# 10988 Файнштайн
10988 Файнштайн (10988 Feinstein) — астероїд головного поясу, відкритий 28 липня 1968 року.
Тіссеранів параметр щодо Юпітера — 3,451.